# بول وليامز (مغني)
بول وليامز (بالإنجليزية: Paul Williams)‏‏ (1940 - 1 مارس 2019 ) موسيقي، ومغني من المملكة المتحدة.

## روابط خارجية
- بول وليامز على موقع ميوزك برينز (الإنجليزية)
- بول وليامز على موقع أول ميوزيك (الإنجليزية)
- بول وليامز على موقع ديسكوغز (الإنجليزية)